# Tyrawa Wołoska (gmina)
Tyrawa Wołoska [tɨˈrava vɔˈwɔska] (en ukrainien: Тирява Волоська, Tyriava Volos’ka; en latin: Tyravia minori, Thyrawa Walaska) est une commune rurale de la Voïvodie des Basses-Carpates et du powiat de Sanok.
Son chef-lieu est Tyrawa Wołoska.